# Djibouti op de Olympische Zomerspelen 2020
Djibouti neemt deel aan de Olympische Zomerspelen 2020 in Tokio, Japan.

## Atleten
Hieronder volgt een overzicht van de atleten die zich reeds hebben verzekerd van deelname aan de Olympische Zomerspelen 2020.
| sport    | Mannen | Vrouwen | totaal |
| -------- | ------ | ------- | ------ |
| Atletiek | 1      | 1       | 2      |
| Judo     | 1      | 0       | 1      |
| Zwemmen  | 1      | 0       | 1      |
| totaal   | 3      | 1       | 4      |

## Sporten

### Atletiek
Mannen
Loopnummers
| atleet            | onderdeel | series  | series | kwartfinale | kwartfinale | halve finale   | halve finale   | finale         | finale         |
| atleet            | onderdeel | tijd    | rang   | tijd        | rang        | tijd           | rang           | tijd           | rang           |
| ----------------- | --------- | ------- | ------ | ----------- | ----------- | -------------- | -------------- | -------------- | -------------- |
| Ayanleh Souleiman | 800 m     | DNS     | DNS    | n.v.t.      | n.v.t.      | niet geplaatst | niet geplaatst | niet geplaatst | niet geplaatst |
| Ayanleh Souleiman | 1500 m    | 3.37,25 | 9 q    | n.v.t.      | n.v.t.      | DNF            | DNF            | niet geplaatst | niet geplaatst |

Mannen
Loopnummers
| atleet            | onderdeel | series | series | kwartfinale | kwartfinale | halve finale   | halve finale   | finale         | finale         |
| atleet            | onderdeel | tijd   | rang   | tijd        | rang        | tijd           | rang           | tijd           | rang           |
| ----------------- | --------- | ------ | ------ | ----------- | ----------- | -------------- | -------------- | -------------- | -------------- |
| Ayanleh Souleiman | 1500 m    | DNF    | DNF    | n.v.t.      | n.v.t.      | niet geplaatst | niet geplaatst | niet geplaatst | niet geplaatst |

### Judo
Mannen
| atleet                  | onderdeel | eerste ronde         | tweede ronde            | derde ronde               | kwartfinale          | halve finale         | herkansing           | finale / BM          | finale / BM    |
| atleet                  | onderdeel | tegenstander uitslag | tegenstander uitslag    | tegenstander uitslag      | tegenstander uitslag | tegenstander uitslag | tegenstander uitslag | tegenstander uitslag | rang           |
| ----------------------- | --------- | -------------------- | ----------------------- | ------------------------- | -------------------- | -------------------- | -------------------- | -------------------- | -------------- |
| Aden-Alexandre Houssein | −73 kg    | bye                  | Dharmawardana W 010–000 | Shavdatuashvili V 000–001 | niet geplaatst       | niet geplaatst       | niet geplaatst       | niet geplaatst       | niet geplaatst |

### Zwemmen
Mannen
| atleet                | onderdeel       | series | series | halve finale   | halve finale   | finale         | finale         |
| atleet                | onderdeel       | tijd   | rang   | tijd           | rang           | tijd           | rang           |
| --------------------- | --------------- | ------ | ------ | -------------- | -------------- | -------------- | -------------- |
| Hussein Gabor Ibrahim | 50 m vrije slag | 27,41  | 65     | niet geplaatst | niet geplaatst | niet geplaatst | niet geplaatst |